# Museu del Ferrocarril de Galícia
El Museu del Ferrocarril de Galícia és un museu de la ciutat de Monforte de Lemos, a la província de Lugo, inaugurat l'any 2007.
Es troba a les antigues instal·lacions ferroviàries que van albergar un dels dipòsits de tracció vapor més importants del nord d'Espanya. Aquestes històriques instal·lacions estan formades per una nau circular amb un disseny propi de l'arqueologia industrial del segle XX i una platja de vies que s'enllacen a través d'un pont giratori que s'utilitzava també per invertir la marxa de les locomotores de vapor. A més dels edificis, també es poden veure en el museu locomotores i cotxes del segle passat.